# Glenville, Minnesota
Glenville là một thành phố thuộc quận Freeborn, tiểu bang Minnesota, Hoa Kỳ. Năm 2010, dân số của thành phố này là 643 người.

## Dân số
- Dân số năm 2000: 720 người.
- Dân số năm 2010: 643 người.